# زياد بن النابغة التميمي
زياد بن النابغة التميمي ( ت بعد عام 100 هـ) أمير، وقائد عسكري من أكابر القادة في الدولة الأموية الذين شاركوا في فتح الأندلس في عهد الخليفة الوليد بن عبد الملك عام 92 هـ، وكان هو الذي تولى قتل عبد العزيز بن موسى بن نصير والي الأندلس بعد أبيه موسى بن نصير حيث ثأرو به وذلك في عهد سليمان بن عبد الملك.

## قتله والي الأندلس
كان موسى بن نصير قد خرج إلى الشام عام 95 هـ واستخلف على الأندلس ابنه عبد العزيز بن موسى بن نصير، فكره القادة والجيش منه أشياء فقتلوه وكان الذي تولى قتله زياد بن النابغة التميمي وذلك في شهر رجب عام 97 هـ. وكان ابن موسى قد هرب وأختبأ تحت شجرة لما علم بثورة بعض القادة عليه، فأدركه زياد بن النابغة فقال له ابن موسى: يا ابن النابغة نجني ولك ماسألت، فقال زياد: لا تذوق الحياة بعدها، فأجهز عليه وأحتز رأسه، ثم خرج مع بعض القادة الأخرين إلى الشام لمقابلة الخليفة سليمان بن عبد الملك ومروا بإفريقية وكان عليها عبد الله بن موسى بن نصير فلم يعرض لهم، وساروا حتى قدموا على سليمان في دمشق ومعهم رأسه فوضعوه بين يديه.